# Boulay-les-Ifs
Boulay-les-Ifs é uma comuna francesa na região administrativa da Pays de la Loire, no departamento de Mayenne. Estende-se por uma área de 9,05 km². Em 2010 a comuna tinha 152 habitantes (densidade: 16,8 hab./km²).